# Jarosław Dunaj
Jarosław Dunaj (ur. 28 października 1959 w Białymstoku) – polski aktor teatralny i filmowy. 

## Życiorys
Absolwent Wydziału Aktorskiego łódzkiej PWSFTviT (1982, dyplom 1983).
W latach 1982–1983 występował w Słupskim Teatrze Dramatycznym, zaś w latach 1984–1988 występował w Teatrze Studyjnym '83 im. Juliana Tuwima w Łodzi.
Obecnie jest dystrybutorem w Polsce produktów firmy Kangol.

## Teatr

### Słupski Teatr Dramatyczny
- 1982: Alicja w Krainie Czarów jako Jego koń, Konduktor, Krokietowiec II, Makaron (reż. Paweł Nowicki)
- 1982: Wizerunek śmierci jako Herod (reż. Roman Kordziński)
- 1982: Don Juan jako Don Juan (reż. Paweł Nowicki)
- 1983: Baba-Dziwo jako policjant (reż. Jowita Pieńkiewicz)
- 1983: Mały Książę jako Wąż, Lis, także jako asystent reżysera (reż. Andrzej Mellin)
- 1983: Kordian jako Car (reż. Zbigniew Mich)
- 1983: Uśmiech wilka jako Niejaki autor (reż. Paweł Dangel)

### Teatr Studyjny '83 im. J. Tuwima, Łódź
- 1984: Kordian jako Kordian (reż. Zbigniew Mich)
- 1984: Apetyt na czereśnie jako mężczyzna (reż. Marta Bochenek)
- 1984: Szachy jako hrabia (reż. Paweł Nowicki)
- 1985: Przypisy do „Biesów” jako Piotr Stiepanowicz Wierchowieński (reż. Paweł Nowicki)
- 1986: Zadig jako Pustelnik (reż. Wojciech Maryański)
- 1987: Syreny z tytana - reżyseria
- 1988: Przygody Alicji w krainie czarów jako Jajko (reż. Paweł Nowicki)

## Filmografia
- 1979: Godzina „W” jako Jacek
- 1984: Trzy stopy nad ziemią jako Nowaczek (premiera 1986)